# Aérodrome de Tambacounda
L'aérodrome de Tambacounda est un aérodrome situé à Tambacounda, dans le sud-est du Sénégal.

## Histoire
- Le 27 janvier 1961, le vice-amiral Pierre Ponchardier trouve la mort dans un accident d'avion sur l'aérodrome de Tambacounda[1].
- Le 1er février 1997, un Hawker-Siddeley 748 britannique, vétuste et surchargé, d’Air Sénégal s'écrase peu après le décollage, faisant 23 victimes parmi les passagers[2].

## Situation
| \| 50 km1:10 137 000 \| Saint-Louis · XLS Ziguinchor Dakar · DKR Dakar · DSS Kolda Cap Skirring Kédougou Tambacounda Linguère Kaolack |
| 50 km1:10 137 000 |